# Lew Abramowitsch Aronson
Lew Abramowitsch Aronson (russisch Лев Абрамович Аронсон; * 1924; † 1974) war ein sowjetischer Schachspieler und von Beruf Ingenieur.

## Leben
Aronson spielte Schach ab dem 13. Lebensjahr. Er wurde ausgebildet in der Schachsektion des Leningrader Pionierpalastes unter der Leitung von Michail Botwinnik. 1940 erzielte er als Spieler der ersten Kategorie den zweiten Platz bei der Leningrader Schülermeisterschaft. Hinter ihm blieb der außer Konkurrenz spielende nationale Meister Alexei Sokolski. Während seines Studiums am Leningrader Institut für Gerätebau zwischen 1942 und 1948 brachte er es im Schach bis zum Meisterkandidat. Er nahm häufig an Leningrader Stadtmeisterschaften teil und wurde 1956 geteilter Zweiter mit Dmitri Rowner. Die besten Spieler der Stadt blieben jedoch damals dem Wettbewerb fern. Nach sieben Jahren bei der erneut schwach besetzten Meisterschaft teilte Aronson den 2.–4. Platz hinter Boris Wladimirow.
Im Halbfinale der sowjetischen Meisterschaft schaffte er 1956 seine Meisternorm. Früher im selben Jahr unterlag er im Match um den Titel eines nationalen Meisters Abram Chassin mit 6,5:7,5. Im Januar 1957 startete er zum ersten und letzten Mal in Moskau im Finale der UdSSR-Meisterschaft. Mit 7½ aus 21 Punkten landete Aronson auf einem geteilten letzten Platz. Für Aufsehen sorgte seine Partie in der vorletzten Runde gegen Alexander Tolusch, die er nach zehn Zügen und fünfzehn Minuten eigener Bedenkzeit verlor. Dadurch bekam Tolusch die Chance auf den Meistertitel, verspielte diese jedoch gegen Michail Tal in der Abschlussrunde.
Obwohl er keine großen Turniererfolge erreichte, bezwang Aronson während seiner aktiven Karriere Spieler wie Boris Spasski, Vladas Mikėnas oder Raschid Neschmetdinow. Beim Freundschaftsspiel Leningrad versus Ungarn 1957 gelangen ihm zwei Remis gegen Tibor Flórián. Mit seiner historischen Elo-Zahl von 2581 lag er 1956 auf Platz 67 der Weltrangliste.